# 北星学園余市高等学校
北星学園余市高等学校（ほくせいがくえんよいちこうとうがっこう）は、北海道余市郡余市町黒川町19丁目2-1にある学校法人北星学園が運営する男女共学のキリスト教系私立全日制普通科高等学校。略称は「北星余市高校」・「北星余市」。

## 概要
全国から高校中退者や不登校者などを含む多様な生徒を受け入れている。
卒業後は7割が大学、専門学校などに進学し、3割が就職などしている。

## 沿革
- 1965年（昭和40年） - 開校[1]。主に余市・小樽近郊の生徒の受け皿として余市町が誘致。
- 1988年（昭和63年） - 全国から高校中退者を受け入れる転入・編入制度を実施[1]。
- 1990年（平成2年） - 服装の自由化（制服廃止）。
- 1991年（平成3年） - 完全週5日制を実施。
- 1999年（平成11年） - 頭髪の自由化。
- 2001年（平成13年）9月 - 大麻やシンナーを在学中に吸引していた生徒が1-3年生の計79人いることが発覚した[3][注釈 1]。(北星学園余市高校大麻事件)
- 2015年（平成27年）12月 - 北星余市の存廃問題が表面化（後掲）。

## 教育方針
以下、学校パンフレットから抜粋。
1. キリスト教の精神にもとづき、教育が行われます。それは、みんなが力を合わせて愛し合い、助け合って生きていくことをともに考えていこうというものです。
2. 明るく、健康な身体を鍛え、自然や社会を正しく科学的に判断できる力を養うことを、強化指導を通して追求します。
3. 生徒を集団の中で育て、個人や集団の自主性、自発性、自治能力を育て、高めていきます。
4. 教育活動を支える優れた教師集団作りを大切にしています。
5. 父母、教師、生徒が一体となった教育を進めています。

## 年間行事予定
学校行事を重視し、生徒が主体となって行事を企画実施している。
名物行事で30km・50km・70kmコースの中から選び、それぞれのペースで歩き完走する強歩遠足。7月に行われる伝統行事は自分たちの中退や不登校などの経験を北星余市高校でどのように乗り越えたかを弁論する校内弁論大会がある。ほかにも生徒会主催の浜掃除（ボランティア活動）や映画上映会などもある。
- 4月 - 入学式
- 5月 - 研修会（1年）
- 6月 - 強歩遠足
- 7月 - 夏季スポーツ大会、校内弁論大会
- 9月 - 学園祭（北星祭）
- 11月 - 修学旅行（2年）
- 12月 - 冬季スポーツ大会
- 2月 - スキー遠足、予餞会
- 3月 - 卒業式

## 特色

### 中退者・不登校経験者を全国から受け入れ
北星余市高校は、高校を中途退学した子どもや小中学校・高校で不登校になった子どもを積極的に受け入れている。年度途中の転・編入生も随時受け入れている。生徒の年齢は多様である。
受け入れを開始した最初の年度に編入した生徒で、卒業後、母校の教師となった義家弘介の著書『ヤンキー母校に生きる』は北海道放送にてドキュメンタリー番組『ヤンキー母校に帰る』として放送された後にテレビドラマ化され、同名のタイトルで放送された。
現在、高校中退者が全校生徒の40％、また不登校経験者が約60％近くに及んでいる。道外出身者が生徒の約8割を占めていて、道内の遠隔地出身者も加えると、9割近くの生徒が寮・下宿で生活している。北星余市高校が直接経営する寮・下宿はなく、すべて学校周辺の地域住民によって運営されている。

### 入試制度
1年からの入学希望者は推薦入試（中学校長の推薦）と一般入試がある。一般入試は一般試験（筆記試験・面接）か予約面接試験（保護者同伴の面接）を行う2種類の試験がある。2・3年からの転入・編入希望者は一般試験（筆記試験・面接）か予約面接試験（保護者同伴の面接）を行う2種類の試験がある。

### 一日の活動内容
行事により例外もある。45分授業。2013年度からは、カリキュラム変更に伴い、月曜日は5時間授業、火曜日・木曜日は6時間授業、水曜日は4時間授業、金曜日は1年生が4時間授業・2、3年生が6時間授業。
- 9:00 - 出席確認やホームルーム
- 9:05 - 朝の読書タイム・朝の礼拝・HR
- 9:40 - 1時間目開始
- 10:35 - 2時間目開始
- 11:30 - 3時間目開始
- 12:25 - 4時間目開始
- 13:10 - 昼休み
- 13:50 - 5時間目開始
- 14:45 - 6時間目開始
- 15:30 - 帰りのホームルーム、下校、諸活動時間開始

## 存廃問題
- 高校中退者や不登校生徒の受け皿として長年の教育実績が評価されてきた一方、時代の変遷により通信制高校やサポート校などが全国に数多く設立される環境の変化等もあり、北星余市の入学者数は年々減少の途を辿った。このため2015年には運営母体である学校法人北星学園が2019年度末での北星余市高校の閉校の方向で検討を始めた[9]。
- 2015年12月10日に北星学園の理事長らが北星余市の廃校を検討することを余市町に説明した[1][注釈 2]。2016年7月7日に北星学園理事会が、2019年度末に閉校とする議案を否決。学園側は「継続審議」としており、閉校方針は撤回しなかったが、同年度末までの閉校は回避される見通しとなった[12]。
- 2016年度以降は条件付きでの存続となり1年ごとに存続条件が設けられた[9]。2017年5月1日には2017年度の1年入学者数が73名と、2018年度の生徒募集の条件である70名に達したことが報告された[13][注釈 3][注釈 4]
- 2016年以後、1年ごとの存続条件が達成され生徒数確保の見通しが立ったことから、2020年9月に北星学園は当面の間は条件を付けずに存続させることを決定した[9]。

## 関係出版物
同校の教育実践や、その教育に触れた生徒や親の声を集めた書籍が数多く出版されている。
- 『授業でつっぱる』 1984年 あゆみ出版
- 『北の大地に灯かかげて -北星余市高校20年-』 1987年
- 『親たちの卒業文集』 1992年 PTA編集発行
- 『やりなおさないか 君らしさのままで』 1995年 教育史料出版会
- 『学校の挑戦―高校中退・不登校生を全国から受け入れたこの10年』 1997年 教育史料出版会
- 『いま君が輝く瞬間（とき）』（写真文集） 2000年 教育史料出版会
- 『春をつかむ 北星学園余市高等学校 送・答辞集』 2003年 柏艪舎
- 『続・やりなおさないか 君らしさのままで』 2003年 教育史料出版会
- 『しょげてんな!! ひとりで悩む君へ 北星余市から15人のエール』 2007年 教育史料出版会
- 『居場所 -「変わる」の法則-』 2014年 かぜたび舎

## 著名な出身者

### 政治家
- 義家弘介 - 教育評論家・元衆議院議員・法務副大臣・文部科学副大臣[1]・元横浜市教育委員

### レゲエシンガー
- KEN-U - RACY BULLET[要出典]

### 関係者
- 安達俊子 - 義家弘介の恩師・2000年同校を退職
- 近藤典彦 - 元教諭・石川啄木の研究者